# Kapuzen-Graseule

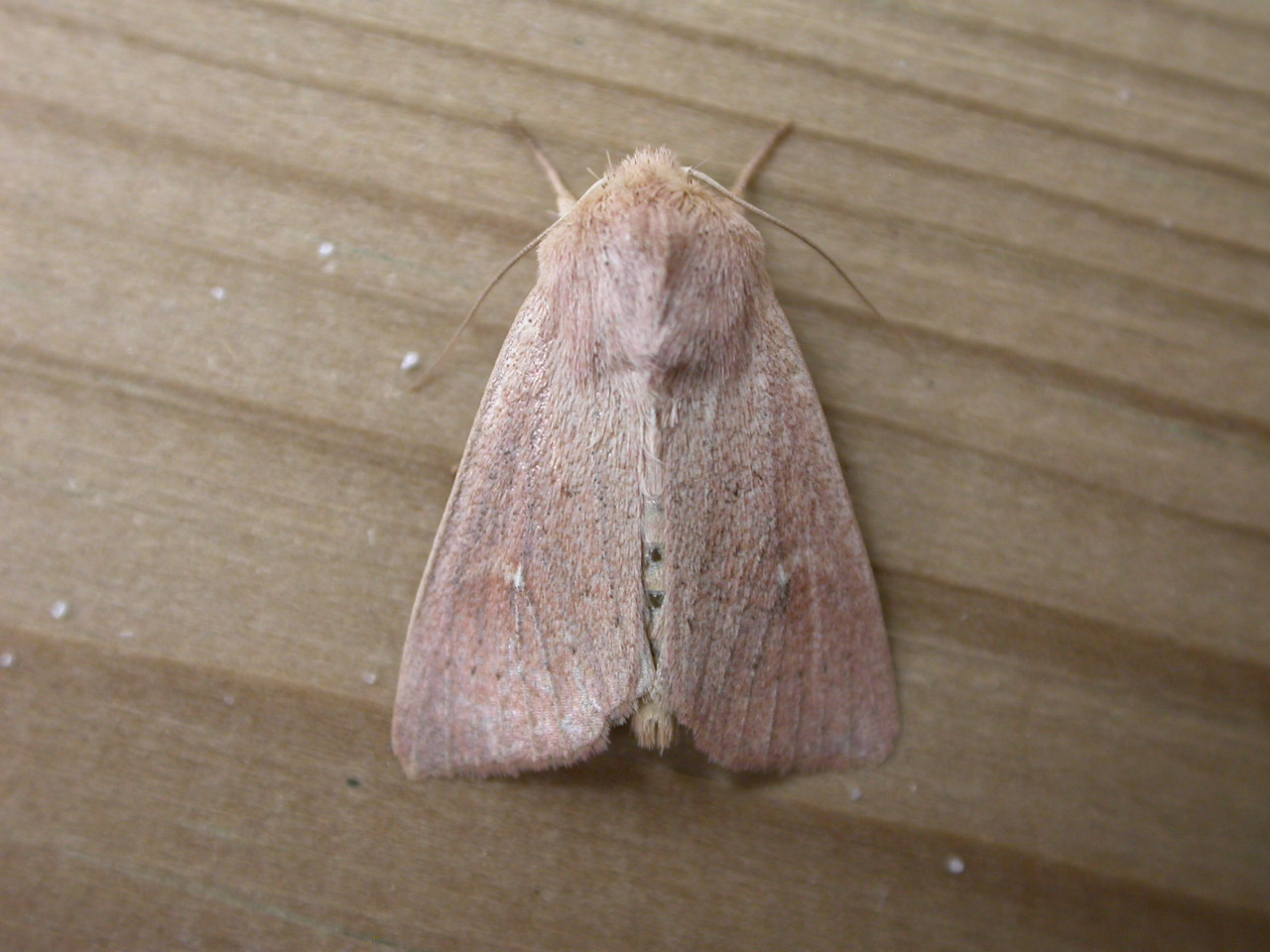
Etwas helleres Exemplar

Die Kapuzen-Graseule (Mythimna ferrago), auch Glänzende Weißfleckeule oder Frischrasen-Weißfleckeule genannt, ist ein Schmetterling (Nachtfalter) aus der Familie der Eulenfalter (Noctuidae).

## Merkmale
Die Falter erreichen eine Flügelspannweite von 36 bis 41 Millimeter. Die Falter der in klimatisch günstigen Regionen gebildeten 2. Generation sind deutlich kleiner als die Falter der ersten Generation. Die Grundfarbe der Vorderflügel ist blass graugelb bis rostrot. Kälteformen sind eher schwächer rot mit einem grauen Einschlag, Wärmeformen eher gelbrot bis rostrot. Die vordere, dunkelbraun gezeichnete, leicht gewellte Querlinie ist fast immer unvollständig ausgebildet, der mittlere Teil ist immer etwas stärker gezeichnet. Die äußere, stark gezackte Querlinie ist sehr fein dunkel gezeichnet und biegt zum Innenrand hin stark zurück. Sie ist oft zu einer Punktreihe reduziert; die Punkte sitzen auf der Flügeläderung. Apikalstrich und Wellenlinie sind meist nur schattenartig angedeutet oder fast fehlend. Die Nierenmakel ist halbmondförmig. Die zum Vorderrand hin gelegene Hälfte ist heller als die Grundfarbe, die zum Innenrand hin gelegene Hälfte ist weißlich. Dieser weiße Punkt sitzt am distalen Ende der Mittelzelle. Die Nierenmakel ist von einem dunkleren Schatten umgeben. Der Diskalfleck fehlt. Die Flügeläderung ist fast immer gut sichtbar. Die Hinterflügel sind dunkelgrau und werden zum Kostalrand hin heller. Auch die Fransen sind deutlicher heller als die Grundfarbe. Das Männchen ist durch ein dreieckiges Feld, bestehend aus schwarzen Haaren an der Unterseite des Hinterleibs gut kenntlich.
Das Ei ist kugelig und an der Basis etwas abgeflacht. Es ist außen glatt und weiß.
Die braungelbe Raupe besitzt eine helle, dunkel gerandete Rückenlinie. Die Nebenrückenlinien sind schmal, weiß und zum Rücken hin von einer braunen oder schwarzen Linie begrenzt. Die Seitenstreifen sind weißlich und verhältnismäßig breit, die Stigmen schwarz. Der Bauch ist gelbgrau gefärbt und schwarz gepunktet. Der gelbbraune Kopf trägt ein dunkles Gittermuster. Sie wird erwachsen 38 bis 43 Millimeter lang.
Die gedrungene, relativ dicke Puppe ist rotbraun gefärbt. Sie trägt auf dem gerundeten Kremaster zwei gebogene spitze Borsten und vier hakenförmig gebogene, kürzere Borsten.

### Ähnliche Arten
Die Kapuzen-Graseule ähnelt der Weißpunkt-Graseule (Mythimna albipuncta) sehr stark und ist im abgeflogenen Zustand oft nicht leicht zu unterscheiden. Diese besitzt meist deutlichere Querlinien und die Nierenmakel ist auf den weißen Fleck reduziert.

## Geographische Verbreitung und Lebensraum
Das Verbreitungsgebiet der Art erstreckt sich von Nordwestafrika (Marokko), über Süd-, Mittel-, Nord- und Osteuropa, Kleinasien, Irak, Kaukasusgebiet, Zentralasien bis Tibet und zum Altai. Die Nordgrenze des Areals erreicht Nordschottland und das südliche Fennoskandinavien (bis etwa zum 63° Breitengrad). Im Süden Europas kommt die Art bis nach Süditalien und Südgriechenland vor. Sie ist auch auf den großen Mittelmeerinseln heimisch.
Die Kapuzen-Graseule bewohnt fast alle grasreichen Lebensräume von trockenwarmen grasigen Hängen bis zu kühlfeuchten Wiesen in der Nähe von Mooren sowie Uferbereiche von Gewässern. Sie kommt sogar auf Waldwegen, Lichtungen und Schneisen in Wäldern vor sowie in Ortschaften und Kulturland. In den Alpen steigt sie bis auf 1700 Meter an (bzw. über 2000 m).

## Lebensweise
Die Kapuzen-Graseule bildet ein bis zwei Generation(en) pro Jahr, deren Falter von Juni bis August bzw. Mai bis Juni und von Juli bis September fliegen. Die zweite Generation scheint wohl ausschließlich südlich der Alpen gebildet zu werden, da in Baden-Württemberg wohl nur eine Generation pro Jahr erscheint. Die Falter sind ausschließlich nachtaktiv, werden von künstlichen Lichtquellen stark angezogen und kommen auch an den Köder. Sie besuchen Blüten und saugen Nektar.
Die Eier werden in ein oder zwei Reihen in ein gefaltetes oder eingerolltes Blatt gelegt. Die Eiräupchen schlüpfen nach ungefähr einer Woche. Die Raupen ernähren sich von Gräsern und krautigen Pflanzen. Sie verbergen sich tagsüber am Boden und kriechen nachts an ihren Nahrungspflanzen hoch, um zu fressen. An Raupennahrungspflanzen werden genannt:
- Weißes Straußgras (Agrostis stolonifera)
- Wiesen-Fuchsschwanz (Alopecurus pratensis)
- Gewöhnlicher Glatthafer (Arrhenatherum elatius)
- Fieder-Zwenke (Brachypodium pinnatum)
- Aufrechte Trespe (Bromus erectus)
- Wehrlose Trespe (Bromus inermis)
- Wald-Reitgras (Calamagrostis arundinacea)
- Land-Reitgras (Calamagrostis epigejos)
- Gewöhnliches Knäuelgras (Dactylis glomerata)
- Rasen-Schmiele (Deschampsia cespitosa)
- Draht-Schmiele (Deschampsia flexuosa)
- Kriech-Quecke (Elymus repens)
- Rohr-Schwingel (Festuca arundinacea)
- Echter Schaf-Schwingel (Festuca ovina)
- Wiesen-Schwingel (Festuca pratensis)
- Gewöhnlicher Rot-Schwingel (Festuca rubra)
- Wolliges Honiggras (Holcus lanatus)
- Hainsimsen (Luzula)
- Flattergras (Milium effusum)
- Rohr-Pfeifengras (Molinia arundinacea)
- Wegeriche (Plantago)
- Hain-Rispengras (Poa nemoralis)
- Wiesen-Rispengras (Poa pratensis)
- Gewöhnliches Rispengras (Poa trivialis)
- Gewöhnliche Vogelmiere (Stellaria media)
- Löwenzahn (Taraxacum)

Die Raupen überwintern. Die Verpuppung erfolgt in einem losen Kokon in der Erde.

## Systematik und Taxonomie
Die Art wurde 1775 von Johann Christian Fabricius 1787 als Noctua ferrago erstmals wissenschaftlich beschrieben. Das Typmaterial stammte aus der Gegend um Kiel. Für dieses Taxon existieren mindestens sechs Synonyme, von denen eines lithargyria Esper, 1788 (auch lithargyrea) weite Verbreitung in der Literatur gefunden hat. Es erscheint in den Kombinationen Leucania lithargyria und Hyphilare lithargyria. Die Gattung Hyphilare Hübner, 1821 wird heute lediglich als Untergattung von Mythimna interpretiert. Die (Unter-)Gattung Ferrathimna Beck, 1999 ist ein jüngeres, objektives Synonym von Tiliecea Tutt, 1896. Sie ist die Typusart der Gattung Tiliacea Tutt, 1896 und der (Unter-)Gattung Ferrathimna Beck, 1999. Manche Autoren untergliedern die Gattung Mythimna in Untergattungen. In dieser Untergattungsgliederung wird ferrago Fabricius in die Untergattung Mythimna (Hyphilare) Hübner, 1821 gestellt.
Derzeit sind zwei Unterarten bekannt:
- Mythimna ferrago ferrago, die Nominatunterart im größten Teil des Verbreitungsgebietes
- Mythimna ferrago caliginata Hreblay, 1999, Pakistan, dunklere, oft schwärzliche Grundfarbe der Vorderflügel

Die früher als Unterart betrachtete meridionalis Dannehl, 1926 (südliche Alpentäler) wurde von Hacker et al. (2002) wieder mit der Nominatunterart vereinigt und lediglich als Farbvariation interpretiert.

## Gefährdung
Die Kapuzen-Graseule gilt in Deutschland als nicht gefährdet.